# Kevin Arrieta
Kevin Nahuel Arrieta (Buenos Aires, 16 febbraio 1997) è un giocatore di calcio a 5 argentino.

## Carriera

### Club
Arrieta è un laterale mancino più abile nel possesso palla e nell'uno-contro che nella finalizzazione. Dopo gli inizi con 17 de Agosto e Racing Club, nel 2017 è passato al Boca Juniors con cui ha vinto la Primera División argentina. Dopo una breve esperienza nel campionato italiano con la Feldi Eboli, Arrieta è tornato in patria per giocare con il Ferro Carril Oeste, in cui ha militato per quattro stagioni intervallate da una parentesi di alcuni mesi con gli spagnoli del Peñíscola.

### Nazionale
A pochi mesi dalla vittoria del campionato sudamericano 2016 con la nazionale Under-20 di calcio a 5 dell'Argentina, Arrieta debutta anche nella nazionale maggiore. La mancata convocazione a qualunque torneo internazionale degli anni seguenti spinge il calcettista ad annunciare il suo ritiro dalla nazionale dopo l'esclusione dalla lista per la Coppa del Mondo 2024. Richiamato in extremis in seguito all'infortunio di Geraghty, Arrieta ritorna sulla sua decisione prendendo parte alla rassegna irridata.

## Palmarès

### Club
- Campionati argentini: 1
Boca Juniors: 2017

### Nazionale
- Campionato sudamericano Under-20: 1
Uruguay 2016